# Pseudochondrostoma polylepis
Pseudochondrostoma polylepis är en fiskart som först beskrevs av Steindachner, 1864.  Pseudochondrostoma polylepis ingår i släktet Pseudochondrostoma och familjen karpfiskar. IUCN kategoriserar arten globalt som livskraftig. Inga underarter finns listade i Catalogue of Life.